# Mary Sherman Morgan
Mary Sherman Morgan (Ray (North Dakota), 4 november 1921 - 4 augustus 2004) was een Amerikaanse chemicus die werkte aan raketbrandstoffen. De uitvinding van de vloeibare brandstof Hydyne wordt aan haar toegeschreven. Deze brandstof dreef de Jupiter-C-raket aan die de eerste satelliet van de Verenigde Staten, Explorer 1, in de ruimte bracht.
Door de strenge geheimhoudingsplicht die gold voor haar tijdens haar werk is er weinig over haar werk bekend. Zelfs haar zoon George wist heel weinig over zijn moeder.

## Jeugd en opleiding
Mary Sherman was een dochter van Michael en Dorothy Sherman. Zij was het een na jongste kind en had zes broers en zussen. Ze werd geboren op een boerderij. Het gezin waarin ze opgroeide was een verarmd boerenhuishouden. Er werd gepest binnen het gezin. Haar ouders waren onverschillig en lieten haar niet naar school gaan. Daarentegen moest ze op de boerderij werken. De sociale dienst kwam echter tussenbeide en dreigde Mary's vader te arresteren, tenzij hij haar toestond om naar school te gaan. Pas toen ze acht jaar was kon zij naar school gaan. De maatschappelijk werker gaf haar  paardrijlessen en een paard om de afstand tot de school te kunnen overbruggen. Het schooltje waar zij naar toeging had slechts een klaslokaal.  In 1939 studeerde ze af als beste student (Valedictorian) van haar middelbare school. Op basis van deze onderscheiding kreeg  ze een studiebeurs en schreef zij zich in aan het DeSales College in Toledo (Ohio) met als hoofdvak scheikunde.

## Carrière
Tijdens Shermans universitaire studie scheikunde  brak de Tweede Wereldoorlog uit. Doordat veel mannen naar het buitenland gingen om als militair te vechten, ontstond er in de Verenigde Staten al snel een tekort aan scheikundigen en andere wetenschappers. Een plaatselijke werver van personeel hoorde dat Sherman scheikundige kennis had en bood haar een baan aan in een fabriek in Sandusky (Ohio). Hij wilde haar niet vertellen welk product de fabriek maakte, of wat haar taak zou zijn. Ze hoorde alleen dat het een uiterst geheim project was en dat ze daarvoor gescreend moest worden. Omdat ze weinig geld had, besloot ze de baan aan te nemen, ook al betekende het dat ze haar studie moest uitstellen. Het bleek een baan te zijn bij de munitiefabriek Plum Brook Ordnance Works, belast met de productie van explosieven, namelijk trinitrotolueen (TNT), dinitrotolueen (DNT) en pentoliet. Deze fabriek produceerde gedurende de Tweede Wereldoorlog meer dan een miljard lb munitie. (1 lb, ofwel pound is gelijk aan ca 0,45 kg). Zij kreeg daar tot taak explosieven te ontwerpen.  
Na de oorlog solliciteerde ze op een baan bij de vliegtuigproducent North American Aviation en werkte ze bij hun Rocketdyne Division, gevestigd in Canoga Park in Los Angeles, bij de groep van Jacob Silverman. Ze werd daar al snel bevorderd tot Theoretical Performance Specialist. In deze functie moest ze de verwachte prestaties van nieuwe raketbrandstoffen wiskundig berekenen. Van de 900 ingenieurs bij het bedrijf was zij de enige vrouw, en een van de weinigen zonder universitair diploma. Dit waren twee belangrijke vooroordelen waarmee ze te maken kreeg tijdens haar periode bij dat bedrijf.

## De ruimterace
Tijdens het ontwikkelingsprogramma voor de Jupiter-raket gebruikte het team van Wernher von Braun gemodificeerde Redstone-raketten, de Jupiter-C genaamd. Om de prestaties van de eerste trap van de raket te verbeteren, verleenden ze opdracht aan de Rocketdyne Division waar zij werkte om met een krachtiger brandstof te komen. Die brandstof was nodig om extra kracht aan de raket te leveren. Het was tegelijkertijd de bedoeling om hetzelfde motorontwerp te behouden als de Redstone-raketten van het leger. Dit was een zeer moeilijke taak. Haar collega's verwachtten dat het een mislukking zou worden.
Morgan moest dan ook leiding geven aan een groep stagiaires. Dankzij haar expertise en ervaring resulteerde haar werk in de ontdekking van een nieuw gas voor de voortstuwing, Hydyne. De standaard Redstone-raket gebruikte een vloeibare brandstof van 75% ethylalcohol. De eerste trap van de Jupiter-C gebruikte Hydyne - een mengsel van 60% 1,1-dimethylhydrazine (UDMH) en 40% diethyleentriamine (DETA), een krachtiger brandstof dan ethylalcohol. De eerste door Hydyne aangedreven Redstone vlucht vond plaats op 29 november 1956. Daarna werd Hydyne gebruikt voor drie Jupiter-C-neuskegeltestvluchten.
In 1957 wilden zowel de Sovjet-Unie als de Verenigde Staten satellieten in een baan om de aarde brengen als onderdeel van het wereldwijde Internationale Geofysische Jaar. Dit werd in de  Verenigde Staten het Project Vanguard genoemd. Op 4 oktober 1957 lanceerde de Sovjet-Unie met succes de Spoetnik-satelliet. Kort daarna volgde een rampzalige explosie van een Vanguard-raket. Tot dan toe meenden de VS dat zij technologisch voorop liepen. Dat Rusland hen in dat opzicht verslagen had, was een bron van schaamte. De Spoetnik draaide 21 dagen rond de aarde, en binnen een maand werd ook Spoetnik 2 gelanceerd. Politieke druk dwong Amerikaanse politici ertoe om een voormalige Duitse raketwetenschapper, Wernher von Braun, toe te staan zijn Jupiter-C-raket voor te bereiden op een  lancering. Von Braun had in de Tweede Wereldoorlog de V2-raket voor de nazi's ontwikkeld, die ruim 300 km kon afleggen. Het lukte Von Braun, die uit nazi-Duitsland naar de VS was verhuisd, en zijn team echter niet om de raket in een baan om de aarde krijgen. Ze bereikten 93,1 % van de benodigde kracht. De VS besloten Morgan in te schakelen omdat zij een goede reputatie had voor complexe theoretische berekeningen. Zij stelde voor een mengsel te gebruiken van 40% di-etyleentriamine en 60% dimethylhydrazyne. Daarna nam zij stilletjes ontslag, mogelijk omdat ze uitgeput en hoogzwanger was. Op 31 januari 1958 bleek het drijfgas sterk genoeg om de eerste Amerikaanse satelliet, Explorer I, in een baan om de aarde te brengen. Na de lanceringen van de Jupiter-C en zes lanceringen van de Juno I schakelden de VS over op nog krachtigere brandstoffen.
Morgan zocht geen lof of aandacht van buitenaf voor haar uitvinding: "Ze schuwde opzettelijk de roem die ze had kunnen hebben en belde de beveiliging toen er een journalist verscheen". Het grootste deel van de eer voor de Explorer 1 ging dan ook naar Von Braun, maar zijn raket zou nooit succesvol gelanceerd zijn zonder haar brandstofinnovatie. Braun werd een bekende figuur in kranten en op  televisie, terwijl veel andere ingenieurs weinig tot geen krediet ontvingen. Alle astronauten worden eveneens heel beroemd. De Explorer-1 heeft de geloofwaardigheid van de Amerikaanse wetenschap en techniek gered, en Mary Sherman Morgan was een belangrijk onderdeel van dat succes.

### Bagel and Lox
Omdat Hydyne-LOX (LOX = liquid oxygen, vloeibare zuurstof) de brandstofcombinatie was die werd gebruikt voor de Redstone-raket, stelde Morgan op humoristische wijze voor om haar nieuwe brandstofformulering "Bagel" te noemen, aangezien de combinatie van de twee componenten van het drijfgas van de raket dan Bagel and Lox zou heten, bagel met zalm, een traditioneel gerecht. Deze naam werd echter door het Amerikaanse leger afgewezen. Vandaar dat voor Hydyne werd gekozen.

## Eerbetoon
In juli 2013 bracht het online nieuwsmagazine van de BBC een kort video-eerbetoon aan Morgan uit, verteld door haar zoon George. 
Over Morgan werd een semi-biografisch toneelstuk geschreven, eveneens door haar zoon George. Het stuk, Rocket Girl, werd geproduceerd door Theatre Arts aan het California Institute of Technology (TACIT). Brian Brophy was de regisseur van het stuk dat op 17 november 2008 opgevoerd werd. Haar zoon gaf toe verrassend weinig te weten over het leven en werk van zijn moeder toen ze stierf. Dit kwam omdat ze werkte in de defensieindustrie en vanwege de nationale veiligheid daar niet veel over kon vertellen. Omdat ze bovendien aandacht en status grotendeels vermeed, heeft ze tijdens haar carrière en na haar pensionering nooit interviews gegeven. Er was zo weinig over haar bekend, dat een overlijdensbericht in de Los Angeles Times niet eens gepubliceerd kon worden, omdat er onvoldoende informatie was om haar bestaan te verifiëren. George schreef een blog om meer over zijn moeder te weten te komen en om zoveel mogelijk informatie te verzamelen. Hij bouwde zelf raketten en lanceerde die met vrienden in de woestijn van Arizona. Hij vertelde daarbij: "Als ik had geweten hoeveel expertise mijn moeder had op het gebied van raketten, hadden we haar om hulp kunnen vragen en onszelf een hoop problemen kunnen besparen." 
In 2013 verscheen het boek Rocket Girl, gebaseerd op het gelijknamige toneelstuk. Het had als ondertitel: "Het verhaal van Mary Sherman Morgan, Amerika's eerste vrouwelijke raketwetenschapper". Het bleef echter bijzonder moeilijk om informatie over haar werk te verkrijgen vanwege de geheimhouding rond de ruimtewedloop en later  tijdens de Koude Oorlog. 

## Persoonlijk
Mary Sherman werd in 1943 zwanger terwijl ze ongehuwd was. Dit was een moeilijk dilemma in een tijd waarin een ongehuwde zwangerschap als uiterst beschamend werd beschouwd. Vrouwen die ermee te maken kregen maakten vaak een abortus door op een obscure plek, of hielden de zwangerschap en bevalling verborgen voor hun vrienden en familie. Op dat moment woonde Mary Sherman bij haar nicht, Mary Hibbard, in Huron (Ohio). In 1944 beviel ze van een dochter, Mary G. Sherman, die ze later ter adoptie afstond aan Hibbard en haar echtgenoot, Irving. Het kind werd omgedoopt tot Ruth Esther.  
Terwijl ze bij North American Aviation werkte, ontmoette ze haar toekomstige echtgenoot, George Richard Morgan, afgestudeerd in werktuigbouwkunde aan Caltech. Hij kreeg de bijnaam "Red" Morgan. Samen kregen ze vier kinderen: George, Stephen, Monica en Karen.  
Morgan stierf op 4 augustus 2004 op 82-jarige leeftijd aan longemfyseem door COPD, hoewel ze 29 jaar eerder al gestopt was met  roken.  